# Гидроксид таллия(I)
Гидроксид таллия — неорганическое соединение, гидроксид металла таллия с формулой TlOH, жёлтые кристаллы, хорошо растворимые в воде. Относят к щёлочам. Очень ядовит, как и все растворимые в воде соединения таллия, проявляет сильные основные свойства, несмотря на то что таллий относится не к щёлочным, не к щёлочноземельным, а к постпереходным металлам.

## Получение
- Растворение закиси таллия в воде:

{\displaystyle {\mathsf {Tl_{2}O+H_{2}O\ {\xrightarrow {}}\ 2TlOH}}}
- Обменными реакциями:

{\displaystyle {\mathsf {Tl_{2}SO_{4}+Ba(OH)_{2}\ {\xrightarrow {}}\ 2TlOH+BaSO_{4}\downarrow }}}
- Взаимодействие оксида таллия(III) с пероксидом водорода:

{\displaystyle {\ce {2Tl2O3 + 2H2O2 -> 4TlOH + 3O2 ^}}}

## Физические свойства
Гидроксид таллия образует жёлтые кристаллы моноклинной сингонии, параметры ячейки a = 2,120 нм, b = 0,6240 нм, c = 0,5950 нм, β = 91,65°, Z = 16. 
Хорошо растворяется в воде, образует щёлочной раствор. Таллий — единственный металл, не относящийся к щёлочным и щёлочноземельным, гидроксид которого обладает аналогичными свойствами сильного основания. 

## Химические свойства
- В воде диссоциирует подобно гидроксидам щёлочных металлов (за исключением сильноосновных растворов):

{\displaystyle {\ce {TlOH <=> Tl^+ + OH^-}}}
- При нагревании разлагается:

{\displaystyle {\mathsf {2TlOH\ {\xrightarrow {>125^{o}C}}\ Tl_{2}O+H_{2}O}}}
- Реагирует с кислотами:

{\displaystyle {\mathsf {TlOH+HCl\ {\xrightarrow {}}\ TlCl\downarrow +H_{2}O}}}
{\displaystyle {\mathsf {TlOH+HNO_{3}\ {\xrightarrow {}}\ TlNO_{3}+H_{2}O}}}
- При нагревании окисляется кислородом:

{\displaystyle {\mathsf {2TlOH+O_{2}\ {\xrightarrow {200^{o}C}}\ Tl_{2}O_{3}+H_{2}O}}}
- Из воздуха поглощает углекислый газ:

{\displaystyle {\mathsf {TlOH+CO_{2}\ {\xrightarrow {}}\ TlHCO_{3}\downarrow }}}